# Damian Warchoł
Damian Warchoł (ur. 19 lipca 1995 w Łodzi) – polski piłkarz, grający na pozycji pomocnika w klubie Śląsk Wrocław. Mistrz Polski z Legią Warszawa. Jest Wychowankiem Widoku Skierniewice.

## Sukcesy

### Legia Warszawa
- Mistrzostwo Polski: 2019/2020[4]